# Bandera de Riobamba
La bandera de la ciudad de Riobamba y del Cantón Riobamba se define el 21 de noviembre de 1958 en el Concejo Municipal del Cantón Riobamba. La Ordenanza que oficializa la bandera de la ciudad, fue discutida y aprobada en las sesiones realizadas el 18 y 21 de noviembre de 1958 en la alcaldía de Bolívar Chiriboga Baquero, y emitida una Ordenanza Reformatoria a la Ordenanza que oficializa la Bandera de la Ciudad, en los Artículos 1 y 3, fue conocida, discutida y aprobada por el Ilustre Concejo Cantonal de Riobamba en las sesiones del 18 y 25 de junio de 2003 en alcaldía del Dr. Fernando Guerrero Guerrero. En la ordenanza se detalla:
- Art. 1.- Los colores de la Bandera de la ciudad San Pedro de Riobamba serán rojo y azul; en la parte superior estará el rojo y en la inferior el azul, en forma de triángulo, siguiendo la diagonal del paralelogramo de izquierda a derecha, de abajo arriba.
- Art. 2.- Las dimensiones de la bandera será: el lado longitudinal, el doble del vertical.
- Art. 3.- Cuando se trate de estandarte, en el centro de la bandera irá el escudo de la ciudad.

El significado de los colores es:
- El rojo, que simboliza la grandeza del pueblo riobambeño, dispuesto a derramar su sangre.
- El azul, que representa el cielo ecuatoriano y el ideal de libertad.[1]